# Cruces
Cruces est une municipalité et une ville de la province de Cienfuegos à Cuba.
Fondée en 1852, elle est près du parc national de Mal Tiempo qui commémore une bataille de la guerre d'indépendance cubaine.

## Géographie

### Situation
Cruces est à l'ouest du centre de l'île de Cuba, dans le nord-est de la province de Cienfuegos, 
à 255 km est-sud-est de La Havane
et 29 km nord-est de sa capitale de province Cienfuegos.

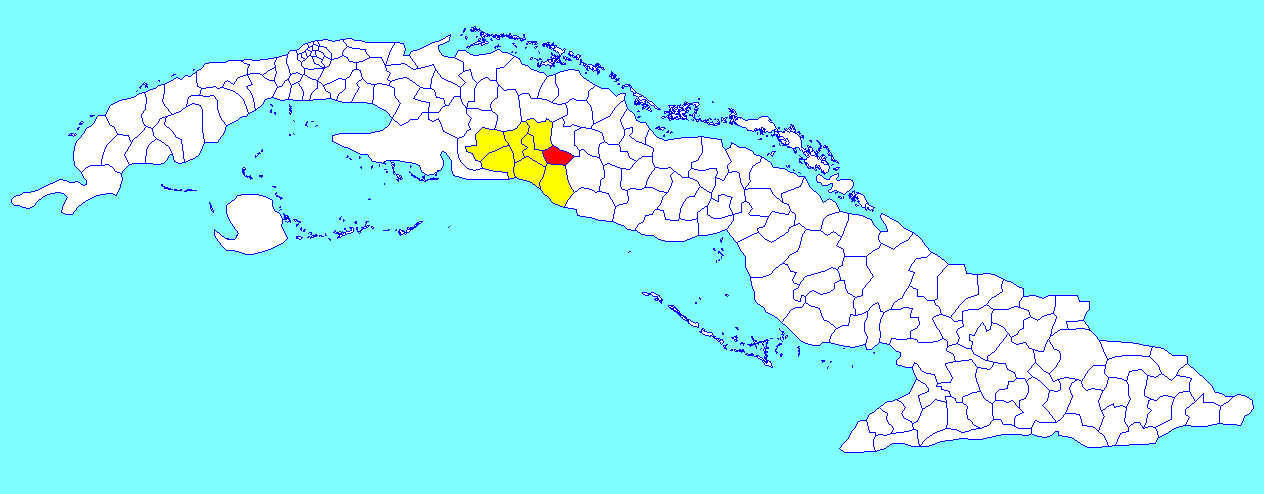
Municipalité de Cruces dans la province de Cienfuegos

### Divisions administratives
La municipalité comprend huit consejos populares :
- Isla Pino - La Trocha
- Las Nubes
- Potrerillo
- Paradero de Camarones
- Mal Tiempo
- Marta Abreu
- San José
- Chicharrones - El No

## Population
En 2022 la population de la municipalité est estimée à 28 977 habitants. Pour une surface de 193,3 km2, la densité est de 149,9 habitants/km².

## Personnalités nées à Cruces
- Richard Egües, flûtiste, né en 1924
- José Abreu, joueur de baseball, né en